# رنجر ۷
رنجر ۷ (به انگلیسی: Ranger 7) یک فضاپیمای پروژه فضایی رنجر ساخت ایالات متحده آمریکا بود و در سال ۱۹۶۴ به سوی فضا پرتاب شد. این کاوشگر فضایی نخستین کاوشگر ناسا بود که توانست با موفقیت تصاویر نزدیک کره ماه را به کره زمین منتقل کند. این پرواز کاملاً موفقیت‌آمیز بود.